# Landmine

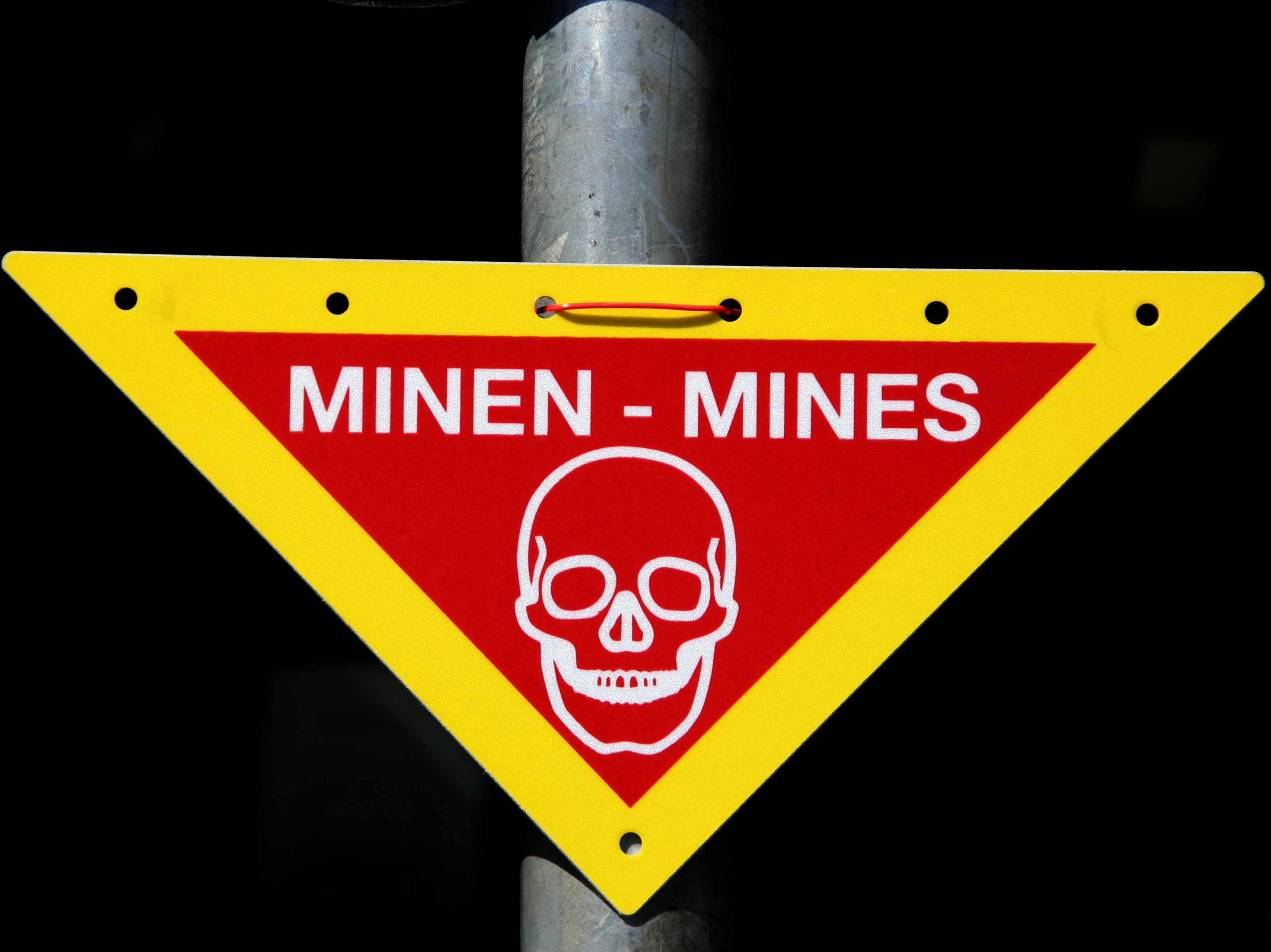
Warnzeichen Minen

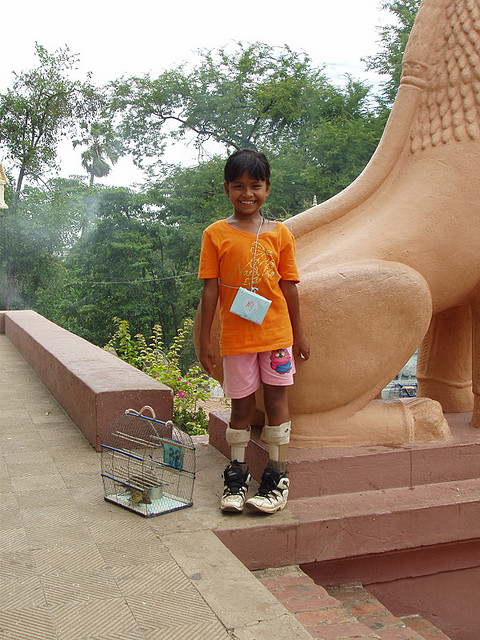
Landminenopfer in Kambodscha

Eine Landmine ist eine Explosionswaffe, die ihre Wirkung nach dem Verlegen gegen diejenige Person oder den Gegenstand richtet, durch die sie ausgelöst wird, etwa durch Annäherung oder Darauftreten. Neben Landminen gibt es auch Seeminen. Landminen werden industriell gefertigt, wohingegen Sprengfallen improvisiert sind.
Die an der ehemaligen innerdeutschen Grenze eingesetzte Splittermine Modell 1970 (SM-70) ist besser bekannt als Selbstschussanlage. Landminen sind ethisch umstritten, weil sie unterschiedslos wirken und nach einem Konflikt noch lange eine Gefahr für die Bevölkerung darstellen können. Am 1. März 1999 trat die Ottawa-Konvention zur Ächtung von Antipersonenminen in Kraft.

## Geschichte

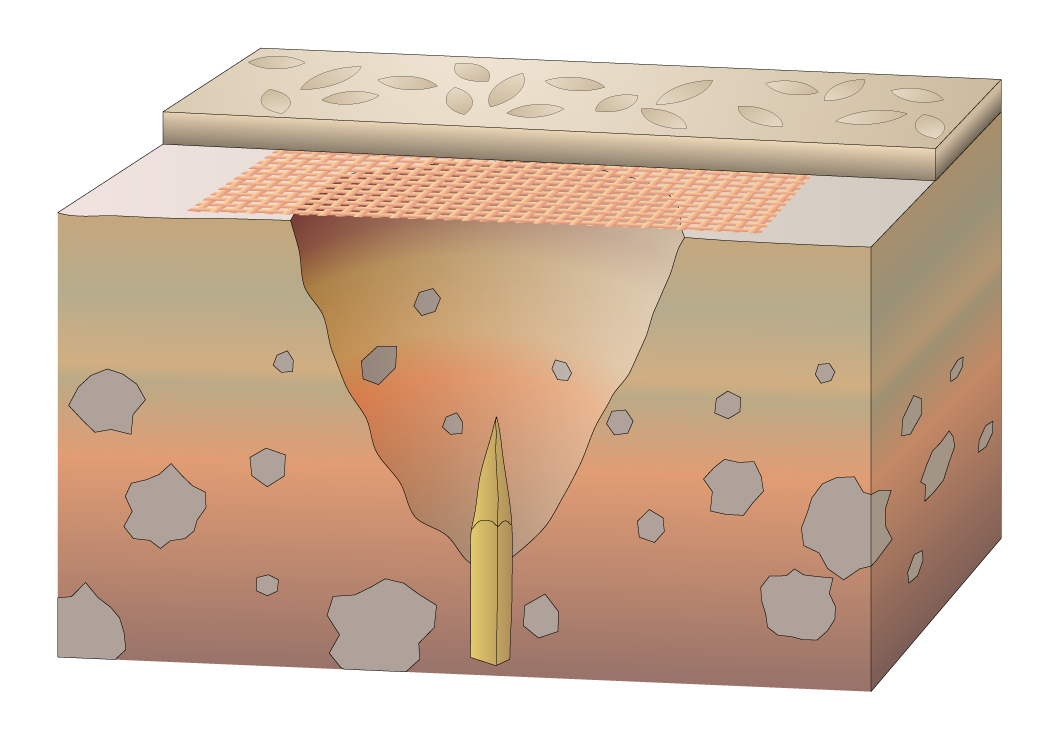
Fallgrube

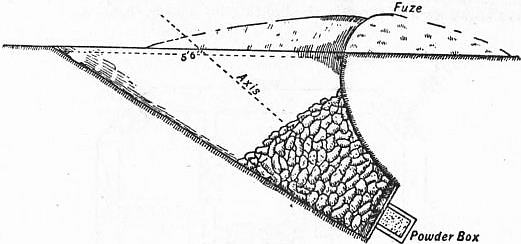
Fougasse

Das Legen von Fallen wurde von den Menschen ursprünglich zur Jagd entwickelt. Die militärische Verwendung von Fallen reicht ebenfalls weit zurück. Die Soldaten des Römischen Reichs nutzten diese Waffen systematisch (→ siehe Wolfsangel, Wolfskuhle). Sie verlegten Krähenfüße, schlugen spezielle Metalldornen mit Widerhaken in kleine Pfähle, die dann kaum sichtbar aus dem Boden hervorragten, und hoben Gruben aus, die sie mit angespitzten Pfählen versahen und zur Tarnung bedeckten (sogenannte Lilia).
In China wurde das Schwarzpulver spätestens im 13. Jahrhundert als Sprengmittel in Bomben eingesetzt. Die ersten als Minen kategorisierten Waffen wurden im Kreis Togtoh in der Inneren Mongolei von Archäologen gefunden. Diese stammen von den Kämpfen im Jahre 1368 und wurden von der Ming-Dynastie als Belagerungswaffe gegen die Yuan-Dynastie genutzt. Es handelt sich um bis zu 1,7 kg schwere Hohlkugeln aus Eisen mit 11 cm Durchmesser, die mit Schwarzpulver gefüllt waren. Es gab auch Exemplare aus Keramik.
Der Begriff Mine leitet sich allerdings von Stollen ab, welche man unter feindliche Befestigungen grub, um die Mauern durch Unterminierung zum Einsturz zu bringen. Um den Effekt zu vergrößern und um die Mineure zu schützen, wurde die Mine solide mit Holz abgestützt, dann leicht brennbares Material eingebracht und angezündet. Sobald die tragenden Elemente weggebrannt waren, stürzte der darüberliegende Festungsteil ein. Durch Benutzung von Schießpulver wurden diese Stollen noch wirksamer (siehe: Minenkrieg). Als Reaktion darauf trieben die Verteidiger Gegenminen unter dem Vorfeld der Festung und sprengten diese, wenn die Minenarbeiten der Angreifer gehört wurden.
Seit dem 16. Jahrhundert waren Fougassen bekannt, welche als Annäherungshindernis ins Erdreich eingesenkt wurden und die man per Zündschnur explodieren ließ, wenn der Angreifer über sie hinwegging. Hauptsächlich wurden diese Minen im Vorfeld von Festungen installiert, seltener im offenen Feldkrieg.
Der Augsburger Büchsenmacher Samuel Zimmermann entwickelte 1547 eine selbstauslösende Mine, basierend auf dem Prinzip des Schnappschlosses. Diese Erfindung setzte sich allerdings nur langsam im Militär durch. Schwarzpulver ist hygroskopisch (feuchtigkeitsanziehend) und lässt sich schwer vor Nässe im Erdreich schützen. Erst Johann Friedrich von Flemming beschreibt 1726 in Der vollkommene Teutsche Soldat die militärische Verwendung selbstauslösender Minen.
Der Krimkrieg (1853–1856) gilt als erster Krieg, in dem selbstauslösende Landminen zielgerichtet eingesetzt wurden. Die Russen setzten druckempfindliche Zünder ein, die Immanuel Nobel im Jahr 1840 für Seeminen entwickelte. Es war ein chemischer Zünder, der aus einem Glasröhrchen mit Schwefelsäure sowie einem Stoffgemisch aus Kalium und Zucker bestand. Wenn das Glas zerbarst, vermischten sich die Komponenten und erzeugten eine heftige chemische Reaktion, welche den Sprengstoff zündete.
Die ersten „modernen“ Minen (mechanischer Zünder, Sprengstoff und Splittermaterial in einem) wurden während des Sezessionskriegs eingesetzt. Sie bestanden aus Artilleriegranaten mit improvisiertem Zünder, waren also streng genommen improvisierte Sprengfallen. Am 4. Mai 1862 legten konföderierte Truppen unter Brigadegeneral Gabriel J. Rains bei der Belagerung von Yorktown (1862) an der Redoute Nummer 4 die ersten Minen, die wenig später auch Opfer forderten.
Die improvisierten Landminen wurden danach bei weiteren Konflikten wie dem Zweiten Burenkrieg oder dem Russisch-Japanischen Krieg eingesetzt, aber eher sporadisch und nicht flächendeckend.
Im Ersten Weltkrieg wurden die ersten industriell hergestellten Minen benutzt.
Zwischen den Weltkriegen wurde die Minenentwicklung stark forciert; es wurden neue Typen von Antipersonen- und Antipanzerminen entwickelt und in Massenproduktion hergestellt. Im Zweiten Weltkrieg wurden diese extensiv genutzt, vor allem in Nordafrika sowie der Sowjetunion. Geschätzt wurden etwa 300 Millionen Antipanzerminen und eine noch höhere Zahl Antipersonenminen verlegt.
Nach dem Zweiten Weltkrieg wurden weitere Minentypen entwickelt, so die Antipersonenrichtmine (M18 Claymore). Auch neuartige Panzerabwehrminen wurden entwickelt, die aber eher stationäre Panzerabwehrraketen sind und mit den ursprünglichen Sprengminen keine Ähnlichkeit mehr haben. Durch die Luftwaffe, die eine immer stärker werdende Unterstützungsrolle im Bodenkrieg einnimmt, werden Wurfminen wie die Schmetterlingsmine eingesetzt.
Die Deutsche Demokratische Republik verlegte zur Verhinderung der Flucht ihrer Bürger in den Westen ab Errichtung der Berliner Mauer im Jahr 1961 an der 763 km langen innerdeutsche Grenze etwa 1,3 Millionen Landminen. Auf Druck der Bundesrepublik Deutschland wurden die Landminen 1984 geräumt und die Selbstschussanlagen abgebaut.
Der asymmetrische Vietnamkrieg (1955–1975) veränderte den Einsatz von Landminen, weil dort die meiste Zeit über klare Fronten fehlten. Zwar führte 1943 im Zweiten Weltkrieg die Rote Armee hinter feindlichen Linien der Wehrmacht einen Guerillakrieg, der Landminen einbezog, aber die Taktik der Vietcong stützte sich auf diese. Die Vietcong verlegten Minen an Straßen und Pfaden, welche die amerikanischen Soldaten benutzten. Die Taktik erwies sich als sehr effektiv; zeitweise waren Landminen für drei Viertel aller Fahrzeugverluste der Amerikaner verantwortlich. Die Besatzungen der M113 Transportpanzer legten Sandsäcke auf den Fahrzeugboden, was in manchen Fällen zur Überladung und somit Schäden am Fahrwerk führte. Auch saßen viele Besatzungen lieber auf den Fahrzeugen, als sich im Innenraum aufzuhalten, denn sie schätzten das Risiko auf eine Mine zu fahren für größer ein, als beschossen zu werden. Neben Minen des Warschauer Paktes nutzten die Vietcong viele improvisierte Sprengvorrichtungen, aber auch mechanische Fallen wie Punji-Stöcke oder Krähenfüße. Die Amerikaner probierten einige Maßnahmen, jedoch nur mit mäßigem Erfolg. Minenpflüge und -walzen konnten nur sehr begrenzt eingesetzt werden. Minenspürhunde waren effektiv, aber ihre Zahl war gering. Letztendlich blieben wachsame und geschulte Augen sowie Metalldetektoren Mittel der Wahl.
Die Vereinigten Staaten reagierten mit der Entwicklung und massenhaftem Einsatz von Streuminen. Schon im Zweiten Weltkrieg nutzte die Wehrmacht die Splitterbombe SD 2 mit besonderen Zündern als Mine, aber nur im kleinen Umfang. Die Amerikaner entwickelten in den 1960ern mehrere Streuminen: Wide-Area Anti-Personnel Mine (BLU-42/54), Dragontooth (BLU-43/44) und die Gravel mine. Die Gravel (deutsch: Kies) Mine gab es als in einer großen und kleinen Ausführung. Alle diese Streuminen, bis auf die kleine Gravel-Mine, verfügten über eingebaute Selbstneutralisierung nach einer bestimmten Zeitspanne ab der Verlegung.
Ab den 1970er Jahren wird Elektronik in Landminen verwendet, so z. B. in den amerikanischen Minen des Programms Family of Scatterable Mines. Somit lässt sich unter anderem eine Selbstzerstörung der Mine nach einer festgelegten Zeit realisieren.
In asymmetrischen Konflikten werden Antipersonenminen häufig durch unkonventionelle Sprengvorrichtungen ersetzt, weil Antipersonenminen den irregulären Kräften nicht zur Verfügung stehen. Auch wenn eine flächendeckende Verminung mit improvisierten Mitteln kaum möglich ist, stellen diese eine Gefahr für die Zivilbevölkerung nach dem Konflikt dar. Medizinische Untersuchungen ergaben, dass unkonventionelle Sprengvorrichtungen den Opfern oft viel schwerere Verletzungen zufügen als Landminen.
Landminen sind ein bedeutendes Kampfmittel im Bürgerkrieg im Jemen seit 2004, in dem sich die von der Islamischen Republik Iran unterstützten Huthi-Rebellen bei der Verteidigung gegen die vorrückenden Truppen der Jemenitisch-Saudischen Allianz weitgehend auf Minen stützen. So sollen nach Schätzungen von 2019 hunderttausende Minen verlegt worden sein, die als Hauptgrund dafür angegeben werden, dass die Offensive der Saudis trotz absoluter Lufthoheit weitgehend zum Stehen gebracht wurde. Die verlegten Sprengkörper stammen laut Conflict Armament Research aus dem Iran, andere aus Beständen der gestürzten jeminitischen Regierung und weitere wurden von den Huthis selbst produziert.

## Militärischer Einsatz

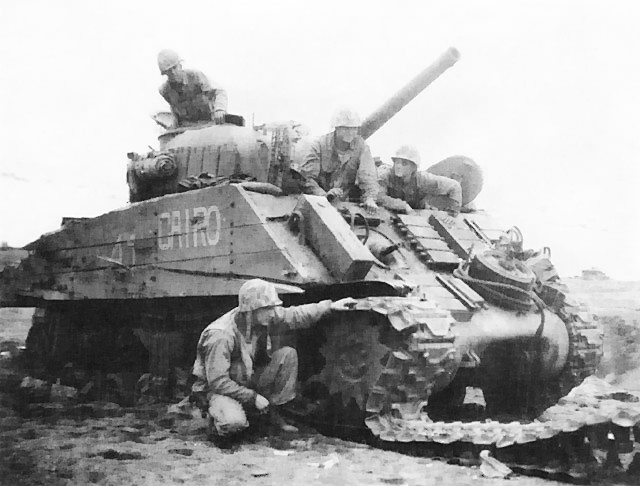
Durch Mine beschädigter M4 Sherman

Minen werden in der Regel defensiv als Sperrmittel eingesetzt. Der Gegner soll dezimiert, seine Bewegung behindert oder in eine gewünschte Richtung gelenkt werden. Schwache Gefechtsabschnitte, bedrohte Flanken und Lücken, in denen mit einem Angriff zu rechnen ist, können so geschlossen sowie aufgegebene Stellungen und Räume für den nachstoßenden Feind gesperrt werden. Durch Fernverlegung von Minen mit Artillerie oder Kampfflugzeugen können neu entstandene Schwachstellen sehr schnell für den Gegner gesperrt werden. Durch Kenntnis des Verlegeplans können eigene Truppen diesen Abschnitt aber teilweise nach wie vor betreten und selber einen Angriff starten.
Offensiv können Minen genutzt werden, wenn diese von Luftfahrzeugen in das Hinterland abgeworfen werden. So kann der Gegner an Rückzug, Truppenverlegungen und am Heranschaffen von Verstärkung und Versorgungsgütern gehindert werden.
Minen können den Gegner sehr effektiv schwächen. Insgesamt ist die Bedrohung durch sie gestiegen: Betrug die Fahrzeug-Verlustrate durch AT/AV-Minen der US-Armee im Zweiten Weltkrieg noch 23 %, so stieg diese im Korea-Krieg auf 56 % und im Vietnamkrieg schließlich auf 70 %. Im Vietnamkrieg waren der Großteil davon amerikanische Minen, die von nordvietnamesischen Truppen aufgenommen und neu verlegt wurden.

## Technische Unterschiede

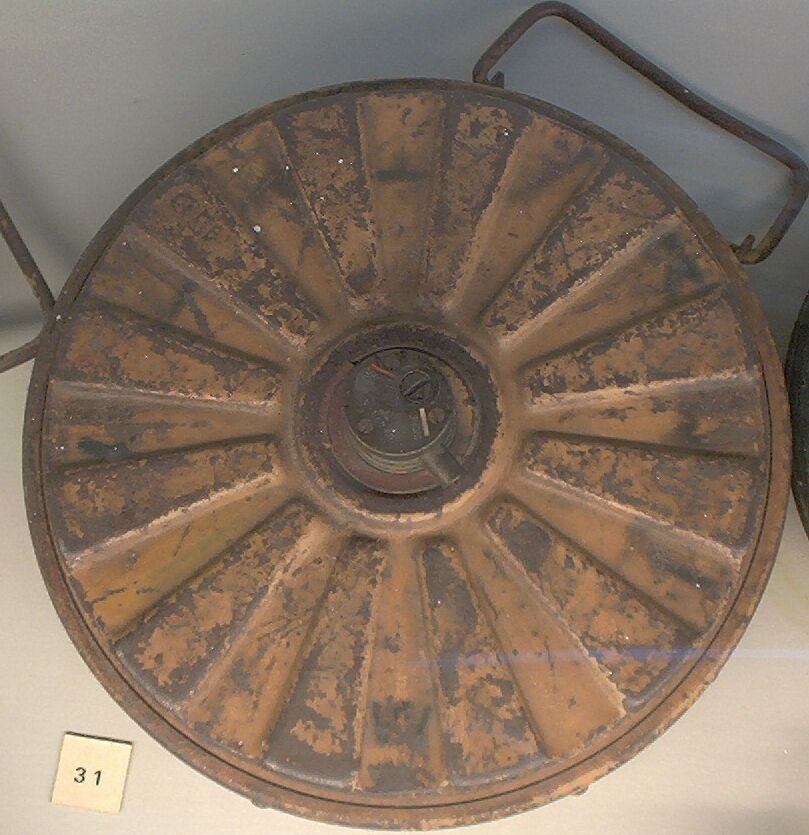
Panzerabwehrmine

Die klassische Landmine ist ein Behälter mit Sprengstoff und einem Zünder, der ausgelöst wird, wenn er mit einem bestimmten Gewicht belastet wird. Es gibt mehrere Kriterien, nach denen Landminen unterschieden werden:

### Nach dem Ziel
Antipersonenmine
soll Menschen töten oder verstümmeln und auf diese Art und Weise aufhalten (z. B. S-Mine, M14, M16, M18 Claymore).
Fahrzeugmine
soll Fahrzeuge zerstören, vermag aber nur schwache Panzerungen zu durchdringen. Der Begriff Antifahrzeugmine wird in vielen Systematiken nicht verwendet, da Antipersonenminen auch ungepanzerte Fahrzeuge beschädigen und diese in der Regel auch von ungepanzerten Fahrzeugen ausgelöst werden. Die meisten modernen Fahrzeug- und Panzerabwehrminen sind mit einem Aufnahmeschutz versehen oder können mit Zugzündern für Stolperdrähte ausgerüstet werden. Sie wirken also tatsächlich auch als Antipersonenminen.
Panzerabwehrmine
soll Panzer aufhalten, indem das Fahrwerk beschädigt oder der Panzer zerstört wird.

### Nach der Wirkungsweise

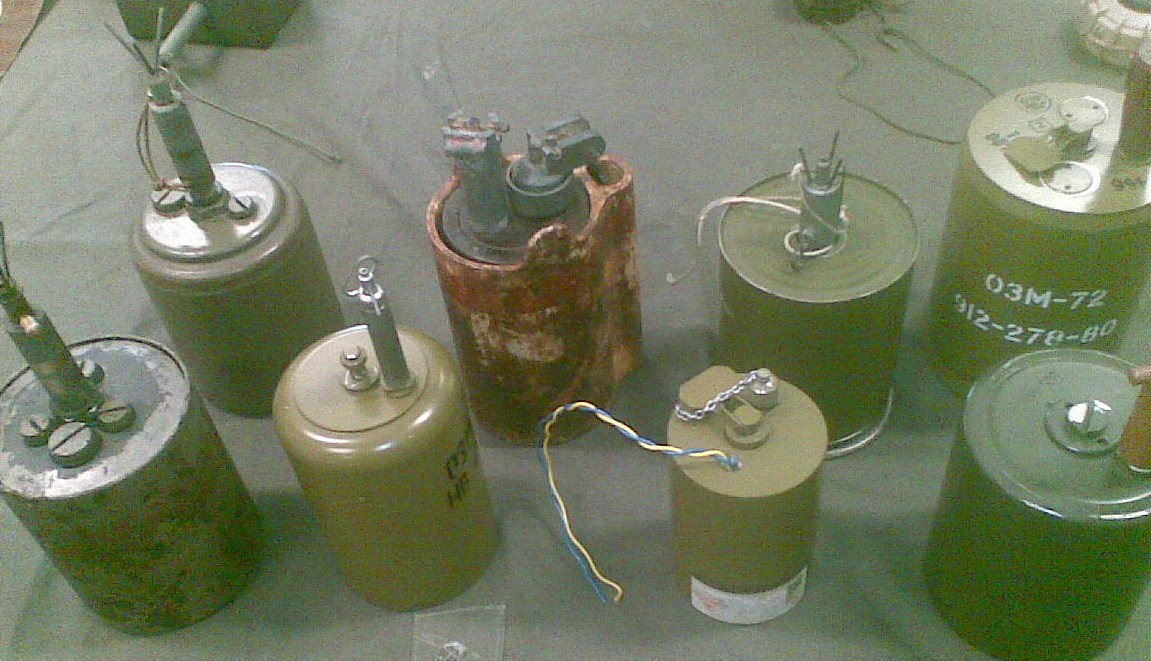
Springminen: 2. Reihe von links: PP-Mi-Šr, Mk II, M16 und OZM-72, erste Reihe v. l.: S-Mine 35, OZM-4, OZM-3 und DM31

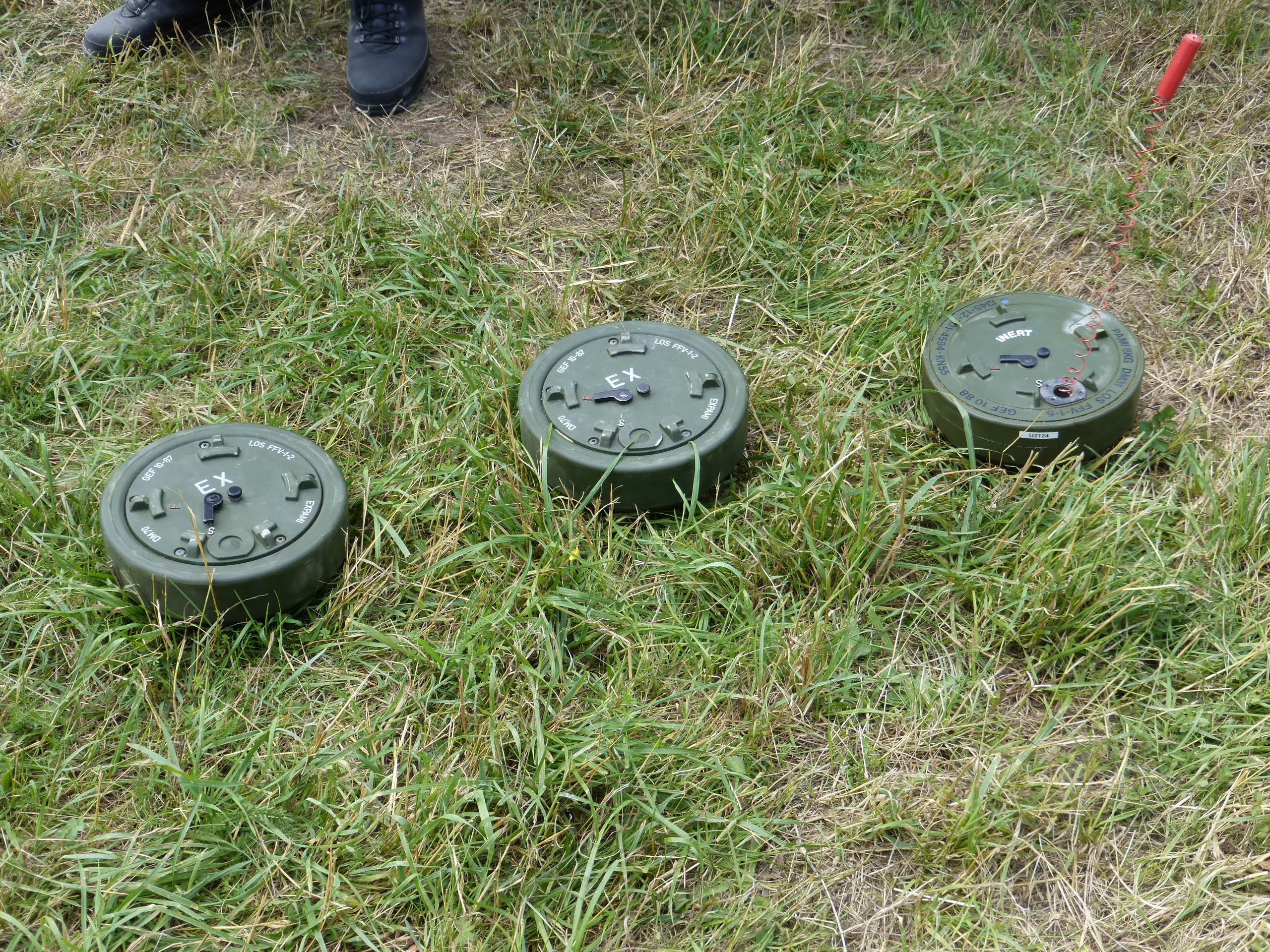
Panzerabwehrminen: Links Exerzierminen DM-70, rechts DM-31 AT mit rotem Signalkörper, der anzeigt, dass sich die Mine nach ca. einem Monat selbst entschärft hat.

Sprengmine
wirkt vor allem durch die bei der Detonation entstehende Detonationswelle. Die Wirkung durch Splitter ist hier nachrangig (z. B. Antipersonenmine M14).
Splittermine
wirkt hauptsächlich durch Splitter, die bei der Detonation ungerichtet in der gesamten Umgebung verteilt werden (z. B. Bauart POM-2).
Richtminen
wirken in nur eine bestimmte Richtung mit Richtladung.
Splitterrichtmine
nutzt den Misznay-Schardin-Effekt; wirkt wie Splittermine, aber grob in eine bestimmte Richtung. Deswegen kann diese kurz vor den eigenen Linien platziert werden oder als Selbstschussanlage dienen (z. B. M18 Claymore, SM-70).
Richtmine mit Hohlladung
oder hohlladungsähnlichen Sprengsätzen, die auf das Ziel ausgerichtet ein Projektil mit Hohlladungseffekt verschießen (z. B. die schwedische FFV 016 oder die deutsche DM-12 PARM).
Projektilbildende Mine
deren Schwermetalleinlagen durch die Sprengladung zu tropfenförmigen Projektilen umgeformt werden und durch die hohe Geschwindigkeit die Panzerungen durchdringen (z. B. M93 „Hornet“).
Springmine
die bei der Auslösung eine Sprengladung mit Splittermantel hochschleudert, welche in ca. 0,8–1,2 Meter Höhe explodiert und je nach Typ in einem Radius bis zu 30 m tödlich wirken können (zum Beispiel die in Deutschland hergestellte DM-31 oder die Antipersonenmine M16); in diese Kategorie kann man auch einige experimentelle Antipanzerminen einordnen, die bei Auslösung ihren Sprengsatz in einige Dutzend Meter Höhe schleudern und dann mit Hilfe von Sensoren die meist schwächer gepanzerte Oberseite des Ziels angreifen.

### Nach der Zündung
Druckzünder
wird durch das Gewicht des Zieles ausgelöst. Panzerminen mit dieser Zündung werden so unter der Erdoberfläche verlegt, dass die Grasnarbe oder die Bodenbedeckung etwa 10 cm auf der Mine aufliegt. Bei der Verlegung ist dabei insbesondere darauf zu achten, dass es zu einer minimalen – etwa 2–3 cm hohen – Hügelbildung kommt. Diese Hügelbildung ist erforderlich, um bei Überfahrt den Drucktellerrand der Mine zu durchbrechen und die Explosion auszulösen. Diese Hügelbildung wird von Fahrern allenfalls dann wahrgenommen, wenn sie mit Schrittgeschwindigkeit fahren. Auch bei Antipersonenminen wird beim Verlegen auf eine – allerdings geringere – Hügelbildung geachtet.
Zugzünder
wird durch Stolperdraht ausgelöst oder über eine Zugleine ferngezündet.
Magnetzünder
reagiert auf Änderung eines Magnetfeldes z. B. durch Fahrzeuge oder Minensuchgeräte.
Erschütterungszünder
reagiert auf Erschütterungen, die sie vom Erdboden aufnehmen. Das russische VP-13 System zum Beispiel reagiert durch einen seismischen Sensor auf Schrittgeräusche bis ca. 15 m um den Sensor und steuert dann bis zu 5 Minen gleichzeitig. Dabei müssen sich die Minen nicht in der Nähe des Auslösers befinden, sondern können etwas weiter entfernt sein. Das System ist batteriebetrieben und zerstört sich bei der Auslösung selbst durch eine kleine, außen angebrachte Sprengladung.
Zeitzünder
bringt die Mine nach Ablauf einer gewissen, vom Minenleger eingestellten Zeit zur Detonation. Zeitzünder haben mehrere Zwecke: Das verminte Gebiet ist für eine gewisse Zeit nicht räumbar; der Zeitzünder dient als Selbstzerstörungsmechanismus, der die Minenräumung überflüssig machen und so die Landmine sowohl billiger im Einsatz als auch humaner machen soll. Zeitzünder sind meistens nicht die einzigen Zünder einer Mine, sondern werden zusätzlich eingesetzt. Minen nur mit Zeitzünder wären mit Zeitbomben identisch.
Knickzünder
ist ein Stab, welcher aus der vergrabenen Mine herausragt und die Mine beim Knicken des Stabes auslöst. Meist von Antipanzerminen verwendet.
Infrarot-Sensor
der bei Antipanzerminen auf die Wärme der Fahrzeuge anspricht.
Fernzünder
bei manuell ausgelösten Minen, manchmal als Beobachtungsminen bezeichnet, die elektrisch oder mit Sprengschnur gezündet werden.
Entlastungszünder und Bewegungszünder
dienen dem Räumschutz.

### Nach der Art der Verlegung

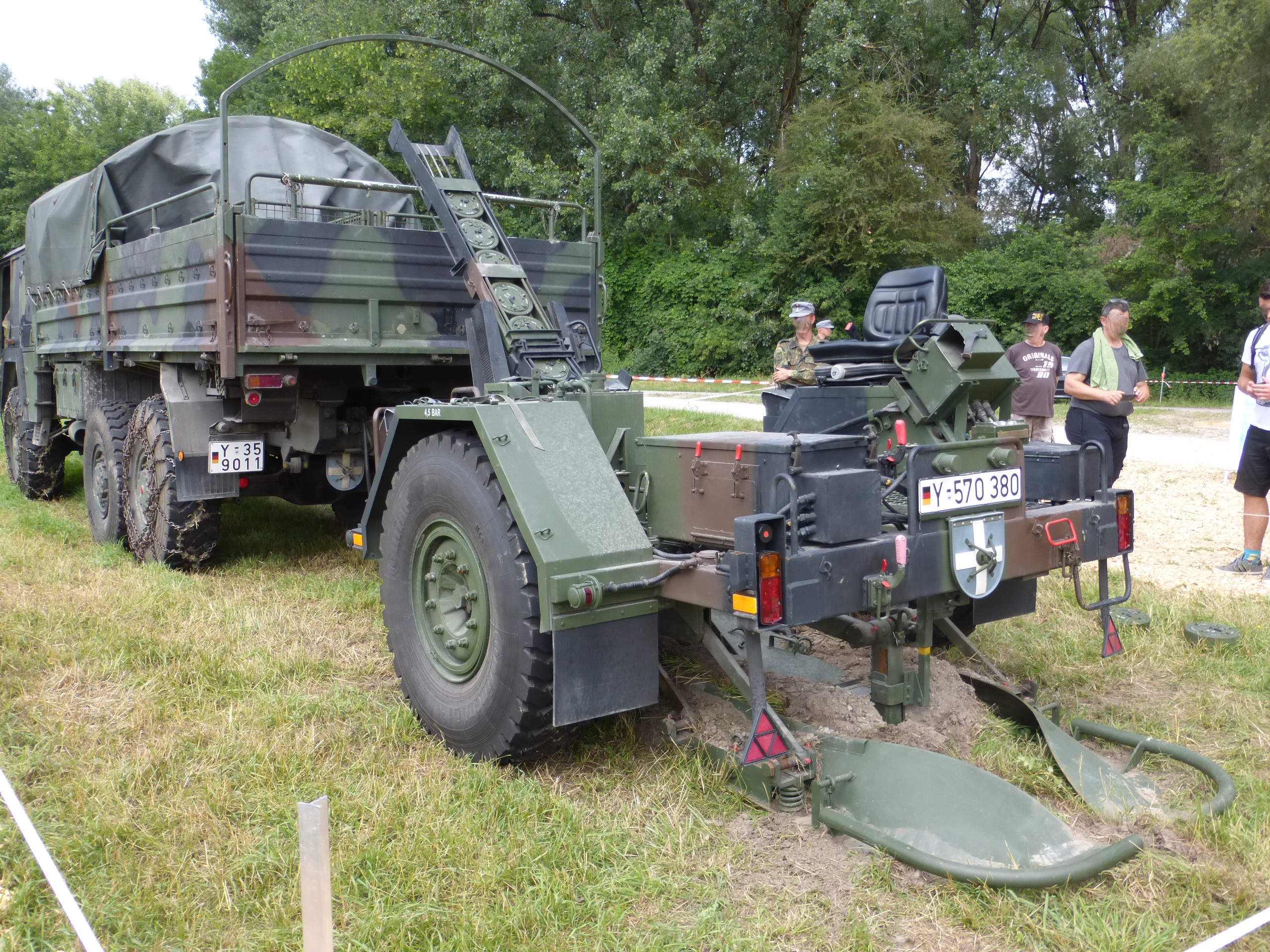
System für mechanische Verlegung

Verdeckt verlegte Mine
wird so in der Erde vergraben, dass der Zünder noch wirksam bleibt.
Offen verlegte Mine
wird offen auf den Boden verlegt oder teilverdeckt verlegt. Abgeworfene oder verschossene Minen liegen meist offen.
Wurfmine
kann mittels Raketen, Artillerie oder Luftfahrzeugen, oft in Massen, verlegt werden. Manche von diesen Minentypen richten sich nach dem Aufprall selbstständig auf. Meistens sind es Schmetterlingsminen, wie die amerikanischen BLU-43/B „Dragontooth“ oder die sowjetische PFM-1, die wie große Ahornsamen (aerodynamische Flächen) aussehen. Da solche Minen offen verlegt sind, sind sie gegen Aufnahme gesichert. Die Wirkdauer kann oft vor der Verlegung eingestellt werden, danach soll sich die Mine selbst zerstören. Doch funktioniert dies nicht immer zuverlässig; für Minen der Bundeswehr und einiger andere NATO-Länder gilt eine geforderte Zuverlässigkeit der Selbstentschärfung von über 99 %.
Unterwasser-Verlegung
wasserdichte Landminen können im flachen Wasser an Ufern zur Abwehr amphibischer Landungen gelegt werden.

### Nach Aussehen, nach Material etc.

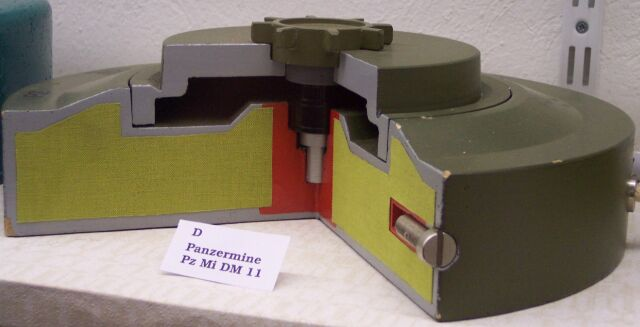
Panzermine im Schnitt

Tellermine oder Topfmine
früher und heute noch gebräuchliche Bauweisen einer schweren Mine zur Panzerbekämpfung.
Riegelmine
Abart der Tellermine in Balkenform mit wesentlich erweiterter Zündfläche. Der Begriff wird heute auch für eine Wirkungsform der Richtmine verwendet.
Kunststoff-, Glas-, Beton- bzw. Holzmine
Die Minen sind auf eine minimale Signatur für Metalldetektoren ausgelegt und enthalten kein Metall außer dem Zünder. Die früher verwendeten Holzminen wurden durch Kunststoffminen faktisch ersetzt.
Schmetterlingsmine
Luftverlegte Antipersonenmine mit aerodynamischer Form, die einem Schmetterling ähnelt. Kann von Kindern mit Spielzeug verwechselt werden.
Splitterrichtmine, umgangssprachlich nach der ersten Mine dieses Typs Claymore
rechteckige Splitterrichtmine, welche nicht vergraben wird (z. B. M18 Claymore).
Gesteinsmine
größte und ältere Form der Richtmine, bestehend aus einem auf das Ziel gerichteten Schacht, gefüllt mit Gestein, darunter einer Sprengladung. Bei manueller Auslösung wird die Gesteinsmasse in Zielrichtung geschleudert. Verwendet in Verteidigungsanlagen in Malta und der Maginot-Linie.
Booby Trap (Sprengfalle, wörtlich Trottelfalle) bzw. IEDs (improvised explosive devices)
versteckte Sprengfallen aus jeweils verfügbarem Material improvisiert, zum Teil in Alltagsgegenständen, in Häusern oder am Straßenrand versteckt. Der erste Begriff wird auch für Tretfallen und sonstige improvisierte Fallen, auch ohne Sprengstoff, verwendet.
EFP (Explosively Formed Penetrators)
Minen mit einer projektilbildenden Ladung, bei denen Metall durch eine Sprengstoffexplosion kalt verformt und auf eine extreme Geschwindigkeit (1600 m/s) beschleunigt wird, um leichte und mittlere Panzerungen zu durchschlagen und verheerende Wirkung im Fahrzeuginneren zu entfalten

### Nach Umfang der Zerstörung
Beispiel der Klassifizierung in den USA für Antipanzerminen:
M-Kill oder mobility kill
Die M-Kill-Mine zerstört nur eine oder mehrere für die Fortbewegung notwendige Komponenten (Fahrzeugachse, Kette, Fuß und Unterschenkel). Das Waffensystem bleibt in der Regel unzerstört, der Tod der Besatzung ist nicht zu erwarten.
K-Kill oder catastrophic kill
Die Zerstörung des Waffensystems oder der Tod der Besatzung ist das Ziel.
Überträgt man diese Systematik auf Antipersonenminen, bedeutet das:
- für M-Kill-Minen eine Verletzung oder Verstümmelung, aber keine Tötung, wenn rechtzeitig ärztlich versorgt wird. Diese Form der Wirkung hat erhebliche „Vorteile“, da ein verwundeter Soldat den Gegner länger aufhält und mehr belastet (Versorgung, Transport, Moral der Kameraden), als ein getöteter.
- für K-Kill-Minen (in dieser Kategorie meistens Splitter- oder gar Springminen), ist in dieser Übertragung die Tötung der die Mine auslösenden Person das Ziel.

## Humanitäre Gesichtspunkte

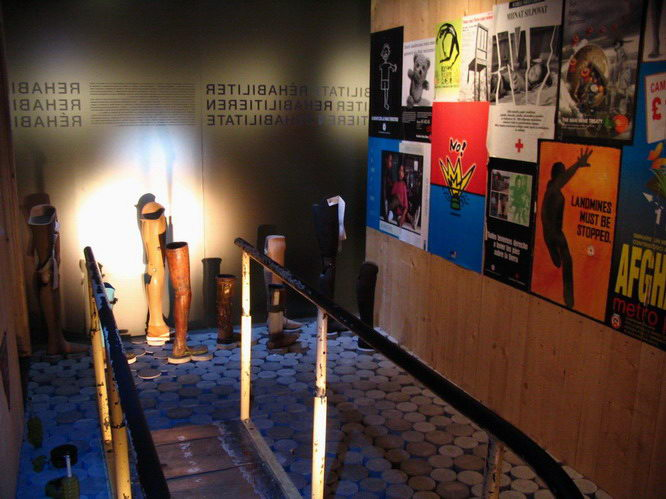
Darstellung der Auswirkung von Minen im Internationalen Rotkreuz- und Rothalbmondmuseum in Genf

Minen führten in den letzten 30 Jahren zum Tod von ca. 1 Million Menschen. Davon waren 20 % Kombattanten und 80 % Zivilisten, die den Minen oft erst nach Beendigung des Konflikts zum Opfer fielen. Insgesamt sind ca. 25 % der Opfer Kinder. Im Jahr 2003 wurden weltweit mehr als 8000 von Landminen getötete oder verstümmelte Menschen registriert, die Dunkelziffer liegt Schätzungen zufolge bei rund 20.000. Die verschiedenen Minentypen verursachen mannigfaltige Verletzungsmuster. Typischerweise sind Füße, Beine und zumeist auch die Genitalien sowie das Gehör (die Explosion schädigt in 5 Metern Umkreis) betroffen.
Gerade die nicht als Sprengkörper erkennbaren oder besonders kleinen Minen stellen vor allem für Kinder eine große Gefahr dar, weil sie die Minen in Unkenntnis aufheben.
Nach dem UN-Landminenprotokoll muss die Position von verlegten Minen notiert werden. Eingebaute Selbstentschärfungsmechanismen sollen die Minen nach einer bestimmten Zeit automatisch entschärfen. In der Realität werden Minen jedoch oft unkontrolliert, hastig und ohne Plan verlegt. Von Luftfahrzeugen abgeworfene Minen verteilen sich unregelmäßig, teilweise über weite Strecken. Da sie oft Falldämpfer in Form von kleinen Fallschirmen oder aerodynamisch wirksamen Flächen („Schmetterlingsminen“) haben, können sie eine gewisse Strecke vom Wind getragen werden. Manche kriegsführenden Parteien benutzen Minen auch mit voller Absicht gegen die Zivilbevölkerung, um eine Gegend unbewohnbar und Äcker und Weiden unbenutzbar zu machen oder schlicht Terror gegen die feindliche Bevölkerung zu üben. Hunger, Tod und Verstümmelung von Zivilisten sind in diesen Fällen oft das Ziel.
Minen kosten sehr wenig, lassen sich leicht herstellen und rasch in großen Stückzahlen verlegen. Sie sind daher insbesondere von Interesse für Kriegsparteien, die keinen Zugang zu teuren Waffensystemen haben.

### Initiativen und internationale Abkommen
Das erste internationale Abkommen war das Protokoll II der Konvention über das Verbot oder die Beschränkung des Einsatzes bestimmter konventioneller Waffen von 10. Oktober 1980. Am 3. Mai 1996 wurde das Protokoll weiter ausgebaut, aber für viele Parteien gingen die resultierenden Restriktionen nicht weit genug.
Weltweiter Druck durch nichtstaatliche Organisationen und einige Regierungsvertreter führten am 3. Dezember 1997 im kanadischen Ottawa zur Unterzeichnung des Antipersonenminen-Verbotsvertrages („Ottawa-Konvention“), der seit dem 1. März 1999 als für die Vertragsparteien bindendes internationales Recht in Kraft ist. Bis 2013 haben 156 Länder den Vertrag unterzeichnet, darunter zwei Länder, in denen die Ratifizierung noch aussteht. 39 Staaten haben die Konvention bislang nicht unterzeichnet, darunter die Volksrepublik China, Indien, Iran, Israel, Nord- und Süd-Korea, Pakistan, Russland sowie die USA.
Weil nie zuvor eine Waffe aufgrund zivilgesellschaftlichen Engagements verboten worden war, wurde der Internationalen Kampagne zum Verbot von Landminen (ICBL) 1997 der Friedensnobelpreis verliehen. Die deutsche Sektion der ICBL wird heute von Facing Finance, Handicap International und SODI vertreten.
Allerdings wird auch die Ottawa-Konvention von vielen Stellen als unzureichend bezeichnet. Zwar ist die Benutzung und Herstellung von Antipersonenminen durch die Teilnehmerstaaten einzustellen, jedoch werden Antifahrzeugminen mit leicht auslösenden Zündern, welche faktisch als Antipersonenminen wirken, nach wie vor benutzt.
Die Organisation Genfer Internationales Zentrum für Humanitäre Minenräumung setzt sich für humanitäre Minenräumung ein.

### Staaten mit bisher ungeräumten Landminen
- Republik Bergkarabach[17]
- Irak[18]

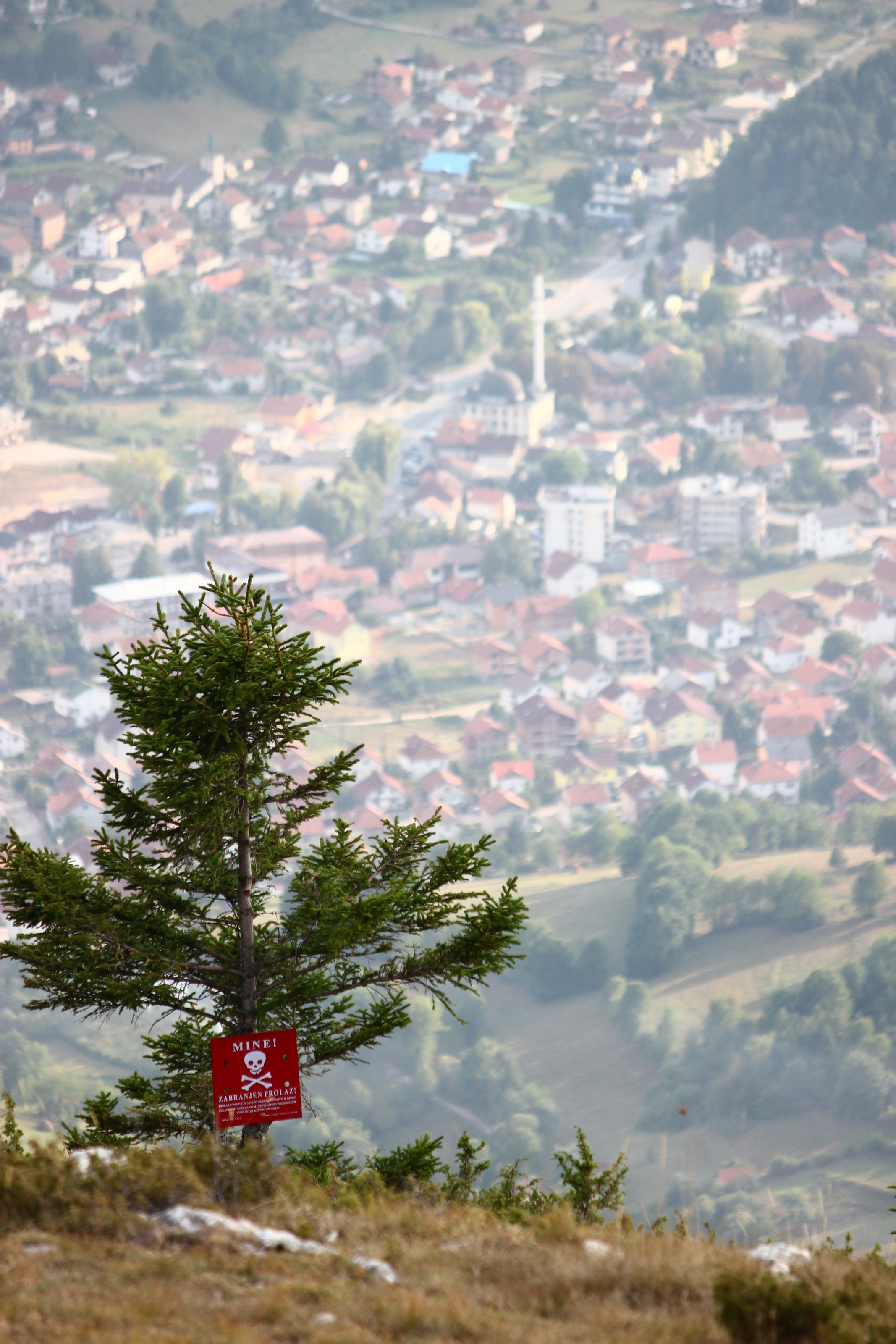
Verminter Berghang bei Turbe, Bosnien-Herzegowina

- Kambodscha: Besonders betroffen sind der Nordwesten und der Nordosten des Landes.[19]
- Korea: Grenzgebiet zwischen Nord- und Südkorea, ca. 1 Million verlegt[20]
- Kroatien[21]
- Nepal: Mehr als 10.000 verlegt von der Armee (bis 2003; Quelle: Nepal branch of the International Campaign to Ban Landmines)
- Vietnam: Viele Landesteile sind noch aus dem Vietnamkrieg mit Landminen kontaminiert.[22]

Die österreichische Hilfsorganisation Gemeinsam gegen Landminen hält eine Karte der Länder mit Landminen mit einer Darstellung des Gefährdungsgrades vor.

## Ökologische Auswirkungen
Ein Nebeneffekt von Minenfeldern ist, dass die Gebiete nicht von Menschen betreten oder gar erschlossen werden können (Sperrgebiete) und so die Natur unberührt gedeihen kann und seltenen Arten das Überleben ermöglicht wird. Es entstehen so unbeabsichtigt Naturschutzgebiete.
Ein Beispiel dafür ist das ehemalige Sperrgebiet der früheren innerdeutschen Grenze, das Natur und Artenvielfalt bietet. Das geräumte Sperrgebiet wurde in Teilen zum Naturschutzgebiet erklärt. Entlang des Eisernen Vorhangs war 2012 die 9950 km lange Eurovelo Radroute Iron Curtain Trail (EV13) bereits auf über 7000 km gut entwickelt.
Teilweise bleiben auch ehemalige Truppenübungsplätze der GSSD in den östlichen Bundesländern von Deutschland wegen Restmunition weiterhin gesperrt.
Größere Wildtiere sind durch Minen jedoch selbst gefährdet. So werden in Teilen Afrikas oder Asiens immer wieder Elefanten durch Minen schwer verletzt, was ohne menschliche Hilfe meist den Tod der Tiere zur Folge hat. Daher werden entlang der Elefanten-Wanderrouten Minen mitunter auch gezielt aus Tierschutzgründen geräumt.

## Minenräumung

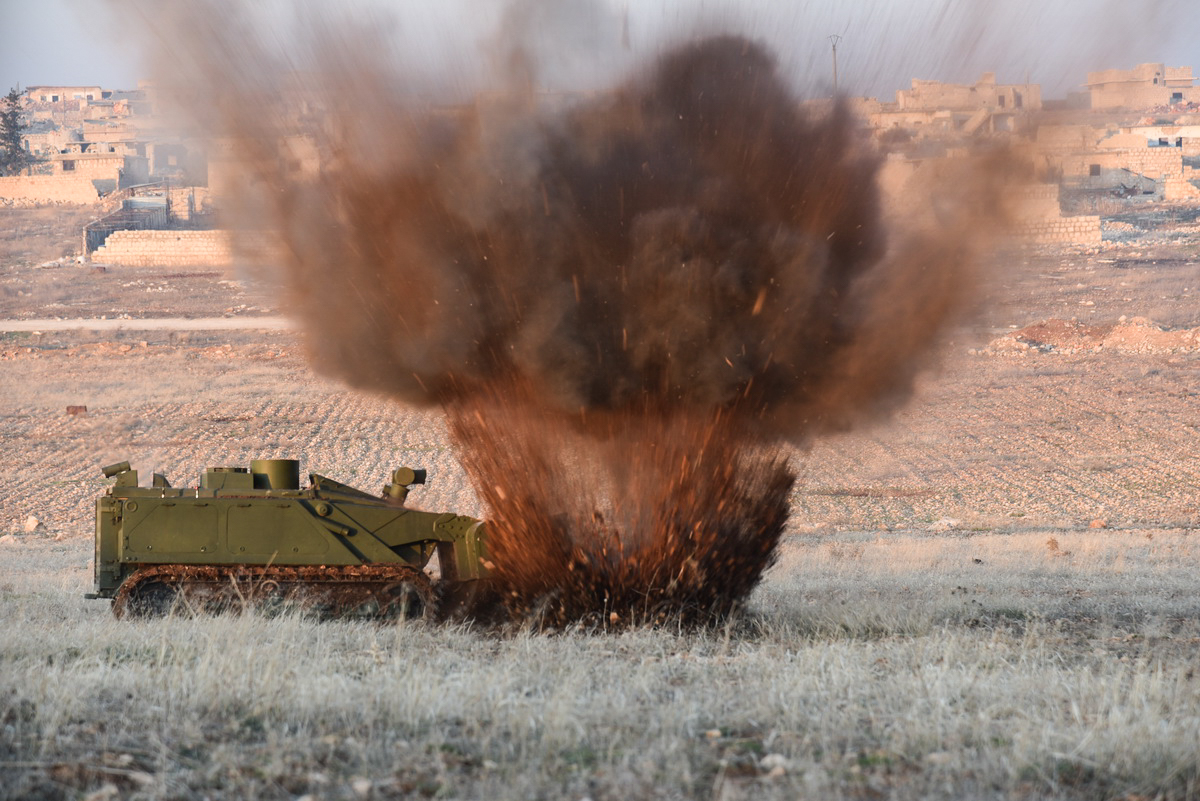
Ein ferngelenkter Minenräumroboter bringt 2016 in Syrien eine Mine zur Explosion.

Die Verlegung von Minen ist relativ einfach und kostengünstig, ihre Räumung dagegen umso schwieriger und kostenintensiver. Besonders asymmetrische Konflikte wie Bürgerkriege hinterlassen gefährliche Minenfelder, weil diese bei der Verlegung selten kartografiert werden, großflächig ungezielt eingesetzt werden und der Einsatz besonders oft in Arealen zivilen Lebens erfolgt.
Minenfelder werden aus zwei verschiedenen Gründen geräumt. Zum einen aus militärischen Interessen, während eines Konfliktes das Minenfeld schnell zu durchbrechen, zum anderen aus humanitären Gründen, um das verminte Gebiet wieder bewohn- und bewirtschaftbar zu machen. Während es bei militärischen Einsätzen vor allem auf die Schnelligkeit des Räumens ankommt, ist beim humanitären Räumen die Gründlichkeit das oberste Gebot. Bei humanitären Einsätzen wird meist mit einem Metalldetektor oder mit einer speziellen Minenräummaschine gearbeitet. Auch luftgestützte Systeme zur Minensuche werden inzwischen getestet. Minen können mit einem Verfahren für expandierende Schäume mittels Mehrkammer-Kunststoffbehältern fixiert werden. Dadurch ist der weitere Umgang mit den Minen gefahrlos durchzuführen, da ein Auslösen der Mine durch die Blockade der Auslösemechanismen wirksam verhindert wird (DPMA-Patent-Nr. 102 04 784). Beim militärischen Räumen wird z. B. mit einer Bangalore gearbeitet, um schnell einen Pfad durch das Minenfeld zu schaffen. In Mosambik werden zum Aufspüren von Landminen speziell ausgebildete Riesenhamsterratten (Cricetomys gambianus) von Apopo, einer durch Spenden finanzierten, belgischen Nichtregierungsorganisation (NGO) eingesetzt.
Die Schweizerische Stiftung für Minenräumung setzt sich für Minenräumung ein.